# Масова стрілянина в Новій Шотландії
Протягом 13 годин 18-19 квітня 2020 у різних місцях провінції Нова Шотландія відбулася серія вбивств. Зловмисник, Габріель Вортман, застрелив і вбив щонайменше 22 людини та підпалив принаймні п'ять будівель, перш ніж його ліквідувала Королівська канадська гірська поліція (RCMP).
Це найбільша стрілянина в історії Канади, що перевершила різню в Політехнічній школі 1989 року, під час якої було вбито 15 людей. ККГП ще не встановила мотиву злочину.

## Хронологія

### 18 квітня
Події розгорнулись приблизно 22:30 (UTC -3), кілька жителів сільської приморської громади міста Портапік, на 130 км північніше від Галіфаксу, зателефонували до 9-1-1, щоб повідомити про інцидент, пов'язаний зі зброєю та кількома пожежами.
Близько 23:00 на місце події прибули співробітники ККГП, у трьох будинки на Портапік-Біч-Роуд відбувалась пожежа, було знайдено щонайменше п'ять жертв; їх «розстріляли, коли вони тікали від полум'я». Один з офіцерів, який першим прибув на місце події, повідомив по рації, що не може знайти озброєного підозрюваного, і що «тут відбувається щось дуже погане».
23:32, ККГП опублікувало твіт із проханням жителів району залишатися всередині із зачиненими дверима. Розслідування тривало протягом ночі, і до ранку 19 квітня поліція заявила, що має справу з активним стрільцем.

### 19 квітня
Близько 8:00 оператору 9-1-1 повідомили про «вибух та стрілянину» у будинку на Гантер-Роуд у Вентворті, приблизно на 37 км на північ від Портапіка. Двоє місцевих загинули, як і сусід, який прийшов допомогти. Пізніше ще одну жертву розстріляли та вбили під час прогулянки в общині Вентворт-Веллі, по дорозі назад на південь до Портапіка.
8:54, RCMP ідентифікував 51-річного Габріеля Вортмана, як підозрюваного та попередив, що він був одягнений у форму офіцер RCMP та керував копією поліцейського автомобіля . Між 10:04 і 11:04 він був помічений в межах або поблизу громад Glenholme, Debert і Брукфілд, вказують, що він їхав на південь по шосе 102 в напрямку Галіфакса. Джерело правоохоронних органів розповіло CNN, що за цей час Вортман почав випадково «затримувати» водіїв і вбивати їх.
Вортман пізніше зіткнувся з поліцейським RCMP Хайді Стівенсон по Шосе 2 у громаді Шубенкаді. Стівенсон протаранив своєю машиною транспортний засіб Вортмана, намагаючись зупинити його, у результаті чого обидві машини загорілися. Свідки повідомили, що Вортман тоді побіг у бік Стівенсона, стріляючи і вбивши його, та поранивши іншого офіцера. Після цього Вортман продовжив свій шлях на південь у срібному позашляховику Chevrolet Tracker, викраденому у однієї з його жертв, і потім його бачили в Мілфорді об 11:24 ранку
Більше 13 годин після того, як поліція почала переслідувати його, о 11:40, Вортман був остаточно перехоплений, і убитий пострілом співробітниками RCMP в Irving Big Stop місці відпочинку у Енфілді, 92 км на південь від Портапіка і 40 км на північ від Галіфаксу.

## Реакція
Прапори по всій Канаді були приспущені флаги до половини щогли і Палата громад зробила хвилину мовчання по жертвам.
Прем'єр-міністр Канади Джастін Трюдо висловив співчуття. Під час свого ранкового виступу з котеджу Rideau 20 квітня він підтвердив свою прихильність до посилення контролю над зброєю . Він попросив ЗМІ не використовувати ім'я або образ Вортмана: «Не дайте цій людині подарунку ганебного».
Прем'єр-міністр Нової Шотландії Стівен Макнейл сказав журналістам: «Це один з найбільш безглуздих актів насильства в історії нашої провінції». Він висловив співчуття постраждалим жителям та сім'ям загиблих.
Королева Канади Єлизавета II висловила співчуття, сказавши, що вона та принц Філіп «засмучені жахливими подіями», і що її думки та молитви були з людьми Нової Шотландії та всіма канадцями. Вона також віддячила за «хоробрість та жертовність» RCMP та іншим аварійним службам.
Білий дім засудив вбивства і висловив співчуття президента США Дональда Трампа та першої леді Меланії Трамп.